# Trichey
 Trichey  es una comuna y población de Francia, en la región de Borgoña, departamento de Yonne, en el distrito de Avallon y cantón de Cruzy-le-Châtel.
Su población en el censo de 2020 era de 42 habitantes.
Está integrada en la Communauté de communes du Tonnerrois .

## Demografía
| 85 | 68 | 48 | 66 | 57 | 53 | 48 | 40 | 42 |
| Para los censos de 1962 a 1999 la población legal corresponde a la población sin duplicidades (Fuente: INSEE [Consultar]) |    |    |    |    |    |    |    |    |